# 國立聖馬特奧博物館

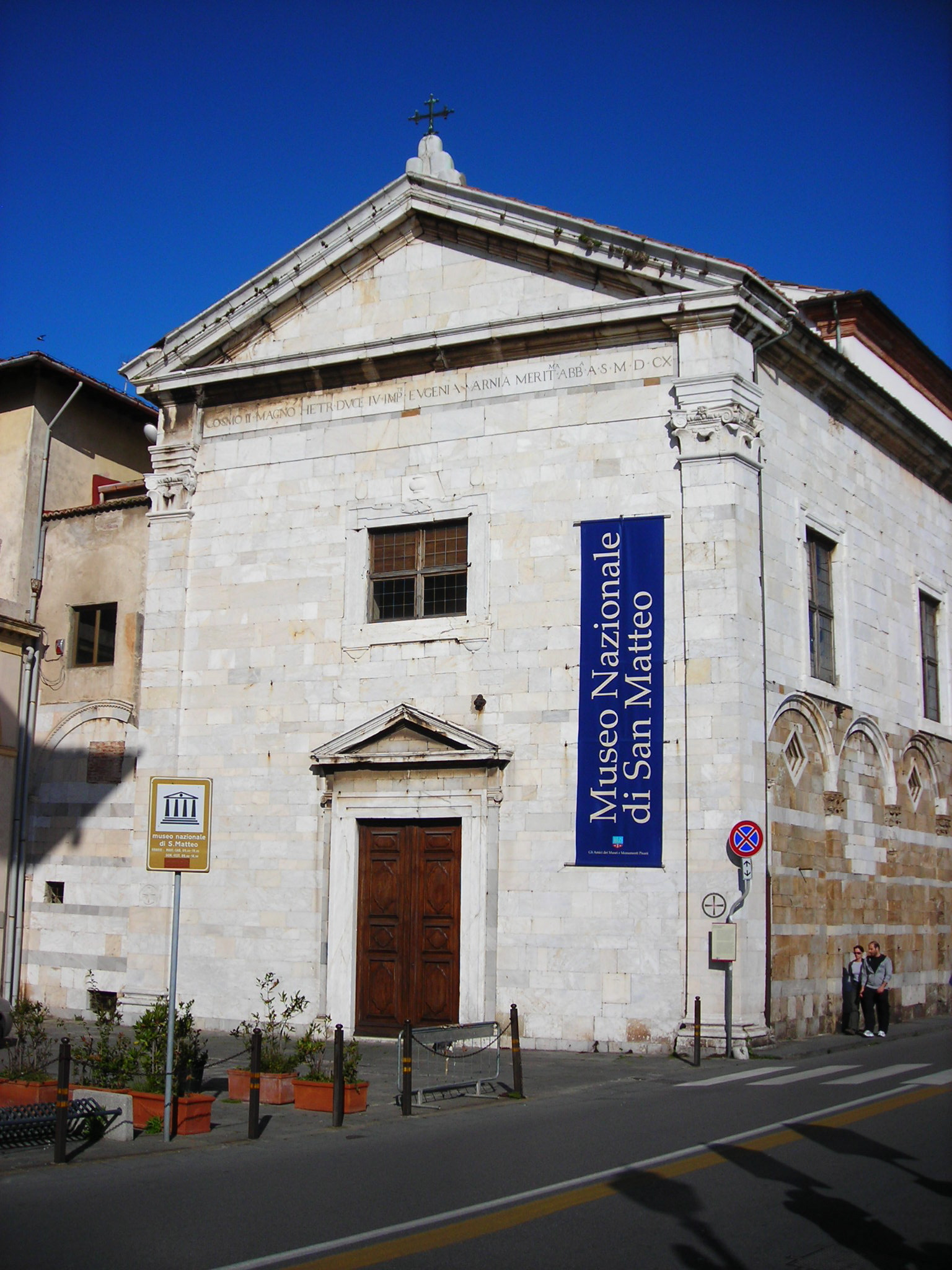
國立聖馬特奧博物館大門。

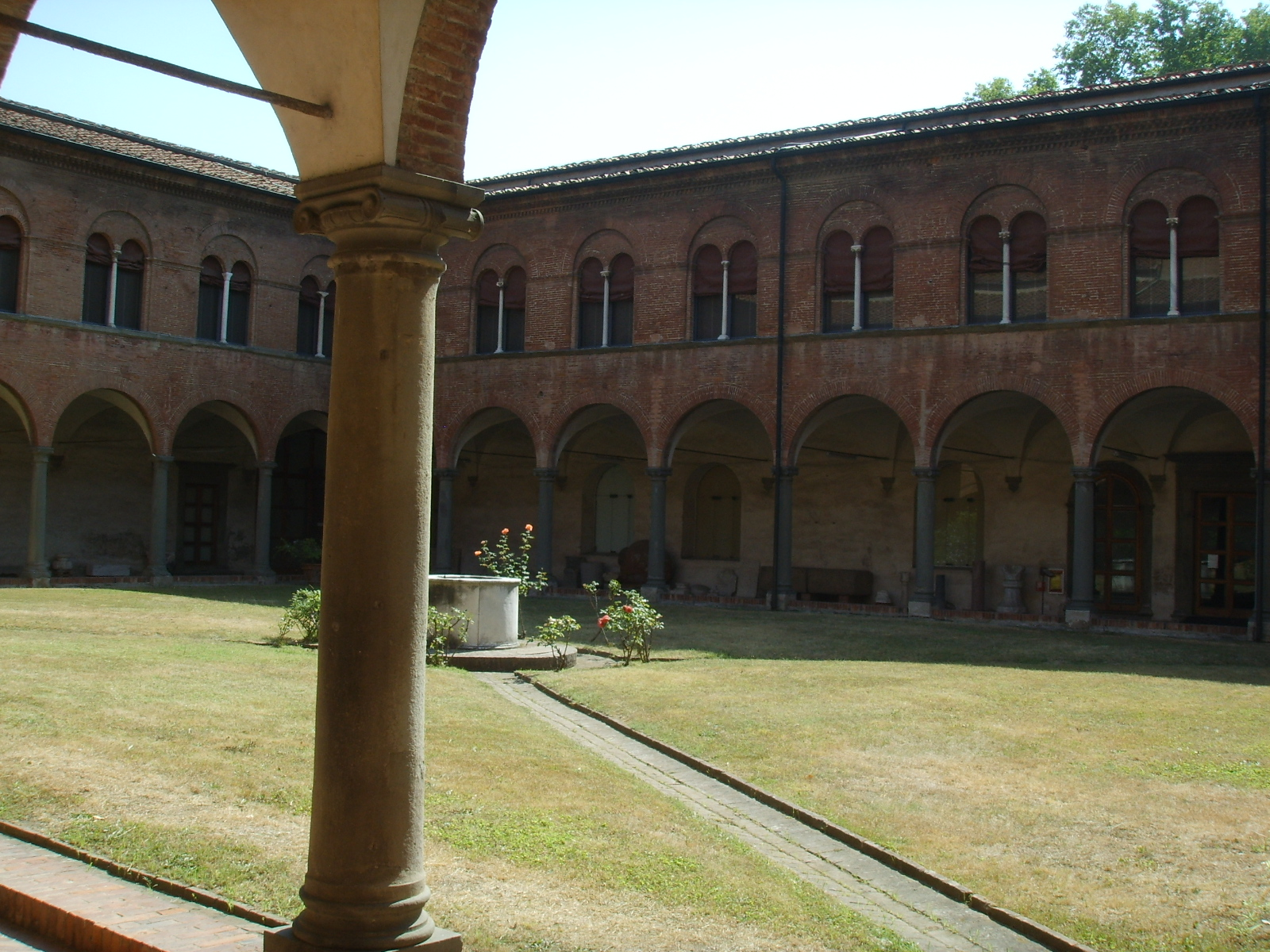
國立聖馬特奧博物館內景。

國立聖馬特奧博物館（義大利語：Museo Nazionale di San Matteo）是位於義大利中部城市比薩的一座博物館。博物館展示中世紀早期至16世紀時期歷史和美術文物。博物館建築本身則曾是一座中世紀時期的修道院。